# سیارک ۵۴۹۴
سیارک ۵۴۹۴ (به انگلیسی: 5494 Johanmohr، نامگذاری:1933UM1) پنج هزار و چهارصد و نود و چهارمین سیارک کشف شده‌است که در ۱۹ اکتبر ۱۹۳۳ و در هایدلبرگ کشف شد.
قدر مطلق سیارک برابر ۴۴.۶ است.